# Tadashi Kanehisa
Tadashi Kanehisa (金久正, Kanehisa Tadashi, 1906-1997) est un folkloriste et linguiste japonais, spécialiste de la langue et de la culture de son île natale de Kakero et par extension d'Amami-Ōshima au sud-ouest du Japon. En tant que locuteur du dialecte Shodon, il travaille également avec les linguistes Yukio Uemura, Shirō Hattori et Samuel E. Martin.

## Biographie
Contrairement à ses demi-frères et sœurs, Kanehisa, né dans une famille aisée de Shodon, un village au sud-ouest de l'île Kakeroma des îles Amami, est élevé par ses grands-parents. Son grand-père Minesato (嶺佐登) joue un rôle important dans le choix ultérieur de ses études folkloriques.
Il étudie la littérature anglaise à l'université impériale du Kyushu mais, déçu, passe cinq ans à poursuivre des études du folklore dans sa ville de Shodon. Il travaille ensuite pour le gouvernement préfectoral de Nagasaki  tout en enseignant la linguistique à l'université pour femmes de Kwassui. Il publie le résultat de ses recherches à Nantō (îles du sud) édité par Eikichi Kazari et le Tabi to Densetsu (« Voyages et légendes »). Il se fait connaître par son article Amori Onagu (天降 り女人) (1943), dans lequel il propose quelques nouvelles théories sur le thème de la femme-cygne d'Amami, énigme posée à l'origine par Shomu Nobori. Son travail est vivement salué par Kunio Yanagita, le père du folklore japonais. Sa principale source d'information est un groupe de jeunes hommes d'Amami enrôlés dans l'industrie d'armement à Nagasaki. Ses informateurs sont tous tués par le bombardement atomique de la ville en août 1945. Lui-même perd progressivement la vue après le bombardement.
Après la Seconde Guerre mondiale, il retourne à Shodon et bientôt s'installe à Naze (partie de la ville moderne d'Amami), centre d'Amami Ōshima. Sa cécité l'empêche d'accéder à des emplois prestigieux. Il ditige une école privée d'anglais pendant la journée tout en continuant la recherche folklorique et linguistique la nuit. Ses décennies de travail aboutissent à un ouvrage intitulé Amami ni ikiru Nihon kodai bunka (« Ancienne culture japonais toujours vivante à Amami ») dont la publication est possible avec l'aide du linguiste Shirō Hattori.
Être lui-même linguiste, il travaille comme informateur du dialecte Shodon, qui fait partie du groupe de dialecte du sud d'Amami Oshima des langues japoniques. Il travaille avec Yukio Uemura, Shirō Hattori et Samuel Martin. Il est salué comme un enseignant idéal par Hattori. Son travail principalement linguistique comprend Amami hōgen on'in no sandai tokushoku (« Trois caractéristiques de la phonologie du dialecte Amami ») et Amami ni ikiru kotengo (« Langue littéraire toujours vivante à Amami »). Il passe ses dernières années à Kagoshima où il décède en 1997, laissant inachevé un dictionnaire du dialecte Amami.